# Santa Caterina a Formiello
A Santa Caterina a Formiello templom Nápolyban, a történelmi városközpont keleti végében a Porta Capuana mellett.

## Leírása
1510-ben alapították, 1593-ra épült meg és az alexandriai mártír szűznek ajánlották. Egy régi kolostoregyüttes része volt, amelyet a domonkos-rendiek 1498-tól a 19. századig megtartottak. Belsőjének freskói Luigi Garzitól származnak (1685). A templomban számos 16. századi síremlék található. A templom alaprajza latin kereszt, mindkét oldalán öt-öt kápolnával.